# 瓦爾馬里帕約克山
13°09′54″S 72°14′35″W / 13.16500°S 72.24306°W

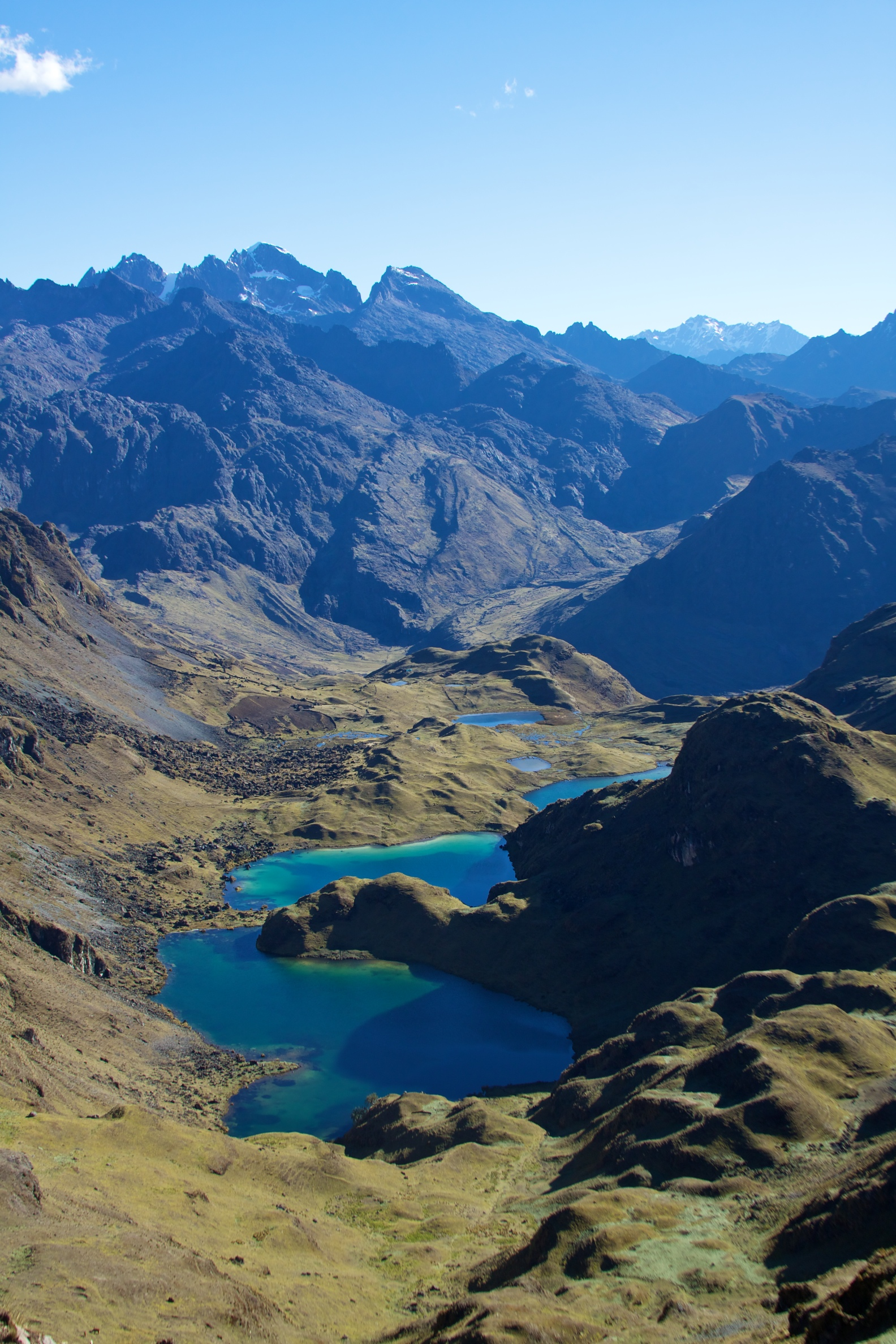

瓦爾馬里帕約克山（Huarmaripayoc），是秘魯的山峰，位於該國東南部庫斯科大區，由烏魯班巴省的奧揚泰坦博區負責管轄，屬於烏魯潘帕山脈的一部分，海拔高度約5,000米。